# Rimowa

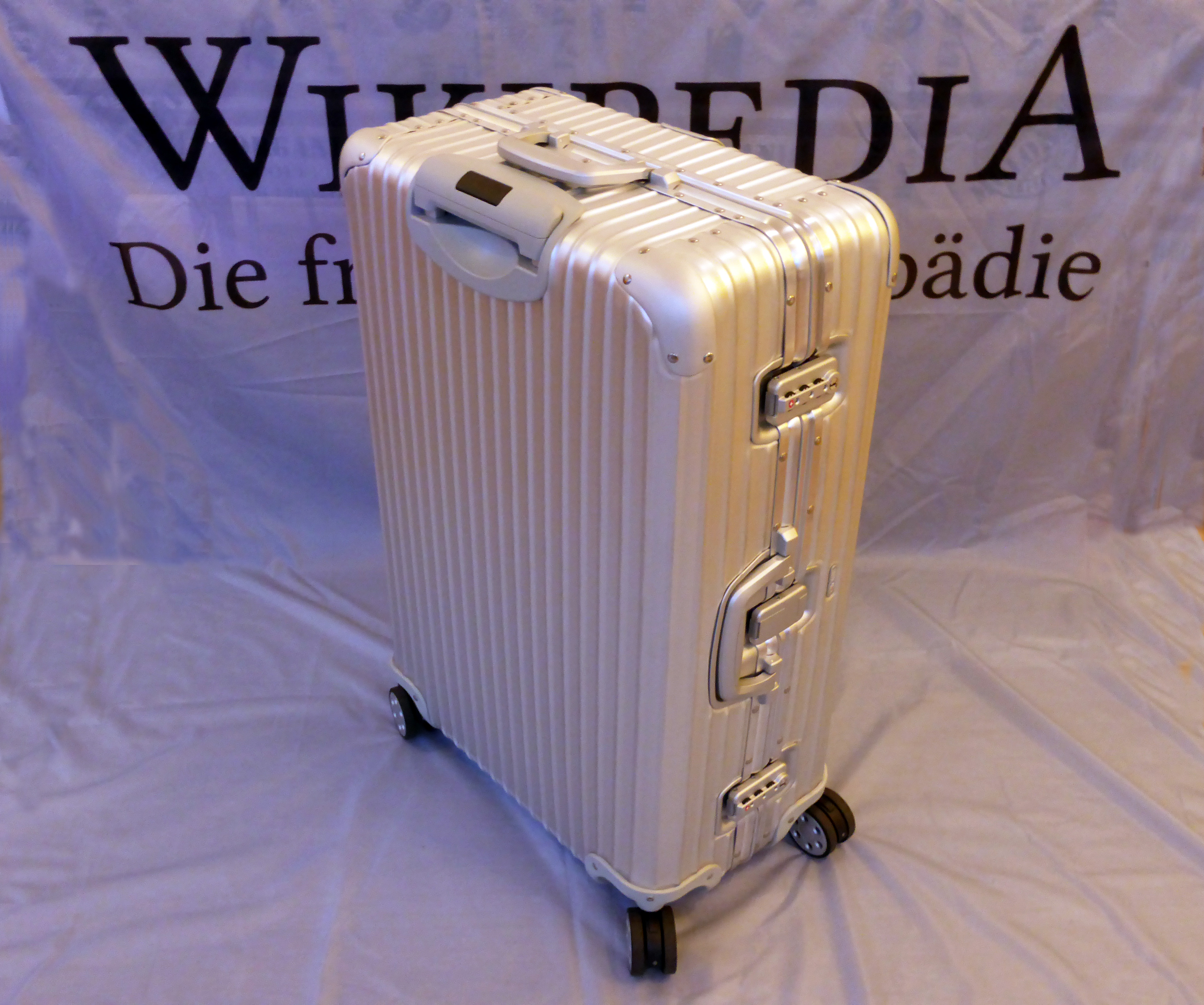
Una típica maleta Rimowa.

Rimowa es un fabricante de equipaje de alta calidad. La compañía fue fundada en el año de 1898, en la ciudad de Colonia, Alemania. En 2017, LVMH adquirió un 80% de la compañía.

## Historia
En 1898, Paul Morszeck y Heinrich Görtz fundaron la compañía bajo el nombre de Görtz & Morszeck. Desde el año de 1900, Paul Morszeck quedó como el director único de la compañía. En 1931, su hijo, Richard Morszeck, se involucró en las actividades de la empresa y registró la marca RIMOWA en la oficina de patentes en Berlín.
En los años de la Segunda Guerra Mundial, la fábrica en Colonia quedó destruida y todos los materiales flamables se perdieron, dejando únicamente aluminio. A partir de ese momento, y como consecuencia, Rimowa fabrica exclusivamente equipajes de metal ligero.
En el año 2000, la compañía introdujo el policarbonato en la construcción de maletines.
Rimowa tiene sus propias plantas de producción en Alemania, República Checa, Canadá y Brasil. En el año 2013 se produjeron alrededor de 5,800 maletines al día.

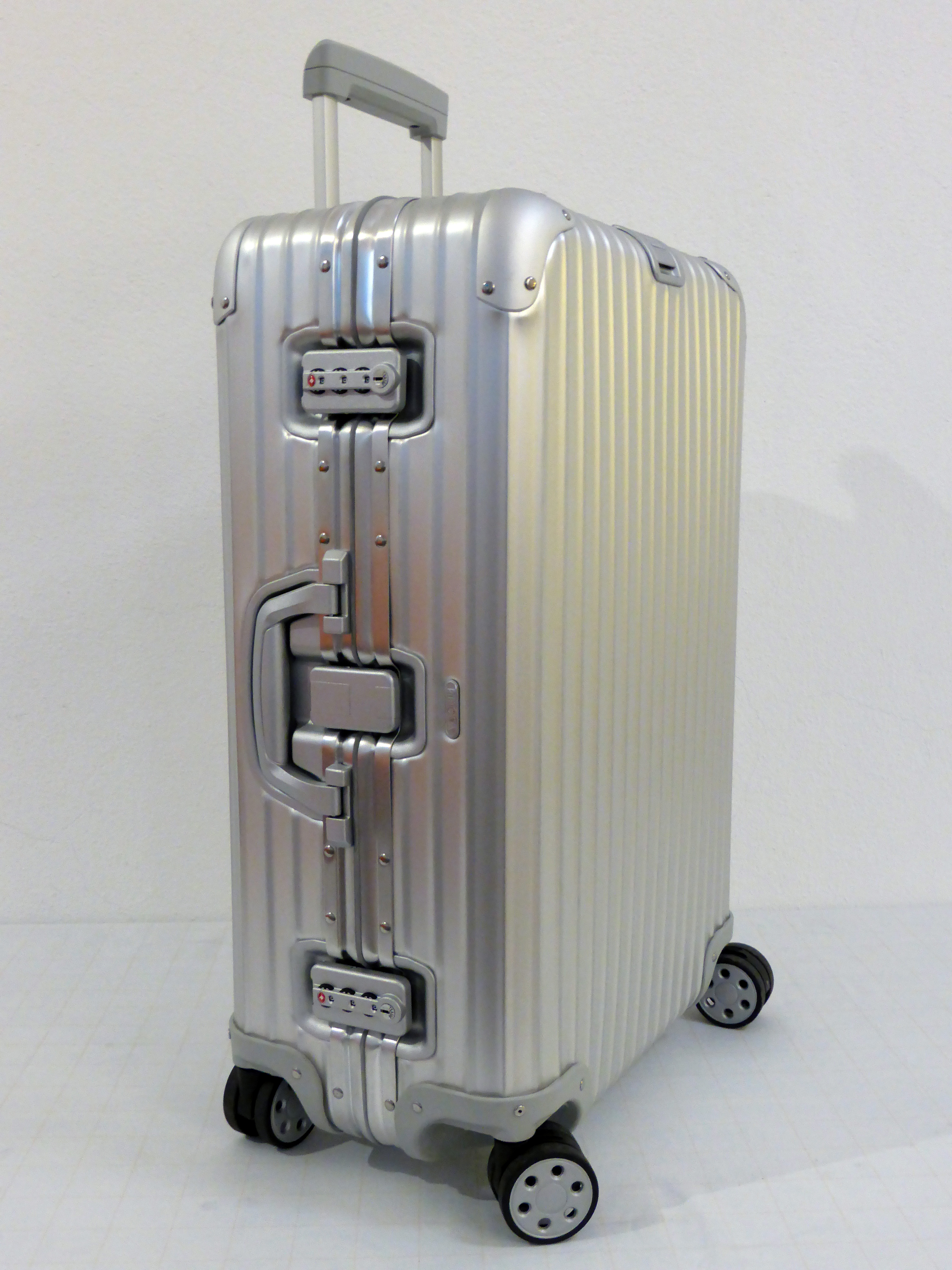
Maleta de alumio Rimowa.

En 2016, RIMOWA se unió al Grupo LVMH y se convirtió en el primer Maison alemán, con Alexandre Arnault como CEO de la compañía. LVMH adquirido el 80% de la empresa por 640 millones de euros. El director de marca, Héctor Muelas, y el estudio de diseño de marca de Londres, Commission, crearon una nueva identidad visual. En enero de 2021, Hugues Bonnet-Masimbert se convirtió en director ejecutivo, coincidiendo con el lanzamiento de la primera línea de mochilas y bolsos de viaje de la marca. Los edificios de producción de la empresa tienen un exterior que se asemeja a las ranuras paralelas de sus maletas y accesorios de viaje.

### Cooperaciones
Rimowa ha establecido colaboraciones con marcas alemanas de renombre, como Lufthansa en 1998 para el centenario de la marca, o con Porsche en 1999. Como parte de la alianza con Porsche, Rimowa produce regularmente series especiales con diseños y colores alternativos. Desde 2017, Rimowa ha hecho un gran cambio en la estrategia de colocación de producto en las colaboraciones con marcas de lujo como con Fendi con una edición limitada exclusiva, Monóculo y su versión "army-green", Moncler y su conjunto personalizado de equipajes así como ASSC (The Anti Social Social Club).

## Producto
En 1937, las primeras maletas con surcos fueron producidas. Hechas de duraluminium, una aleación de aluminio y magnesio. Originalmente, la estructura de surcos paralelos de aluminio solía usarse para estabiliza el aluminio delgado, ahora esto se ha convertido en la característica principal de RIMOWA , protegido como marca.

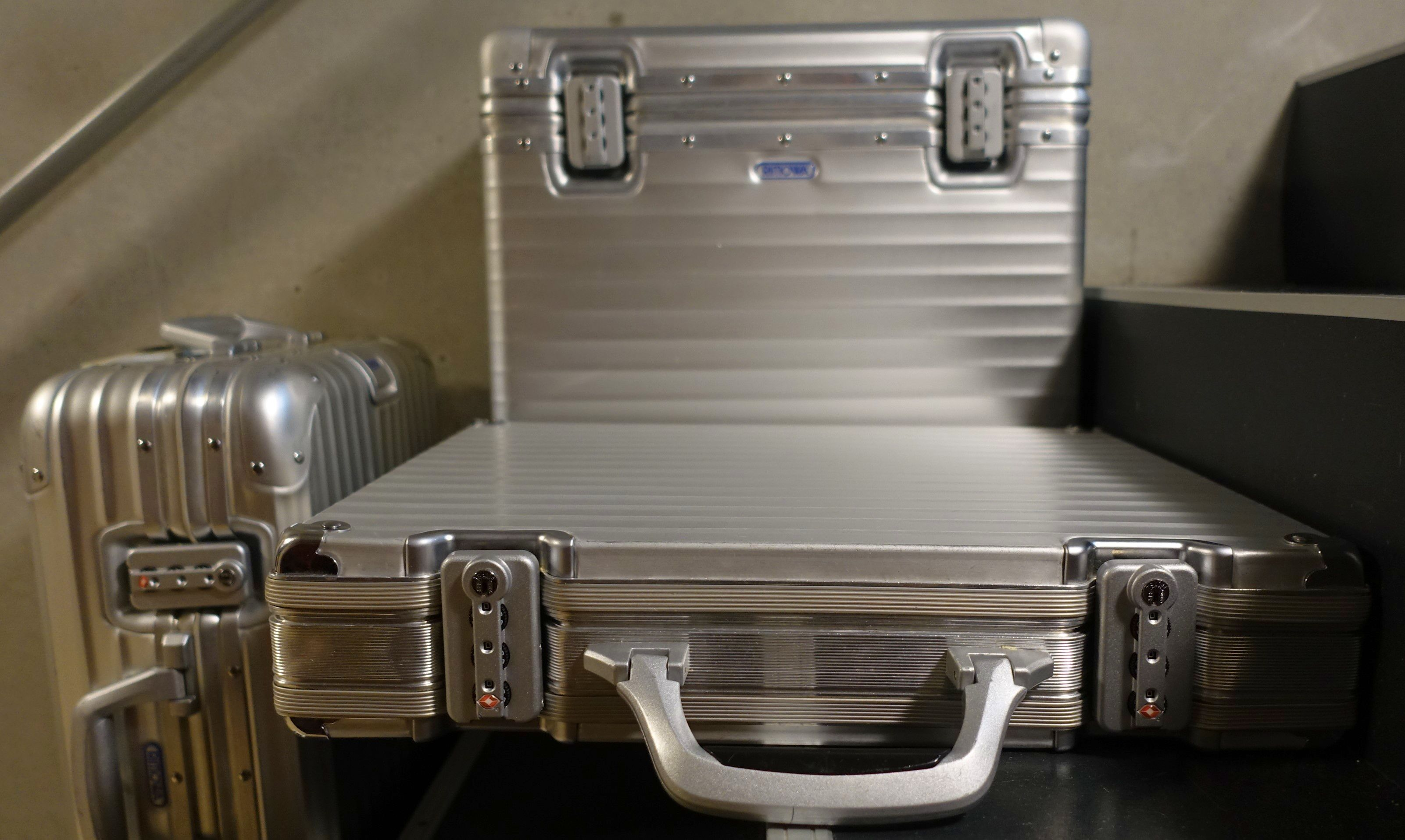
Varios maletínes para documentos

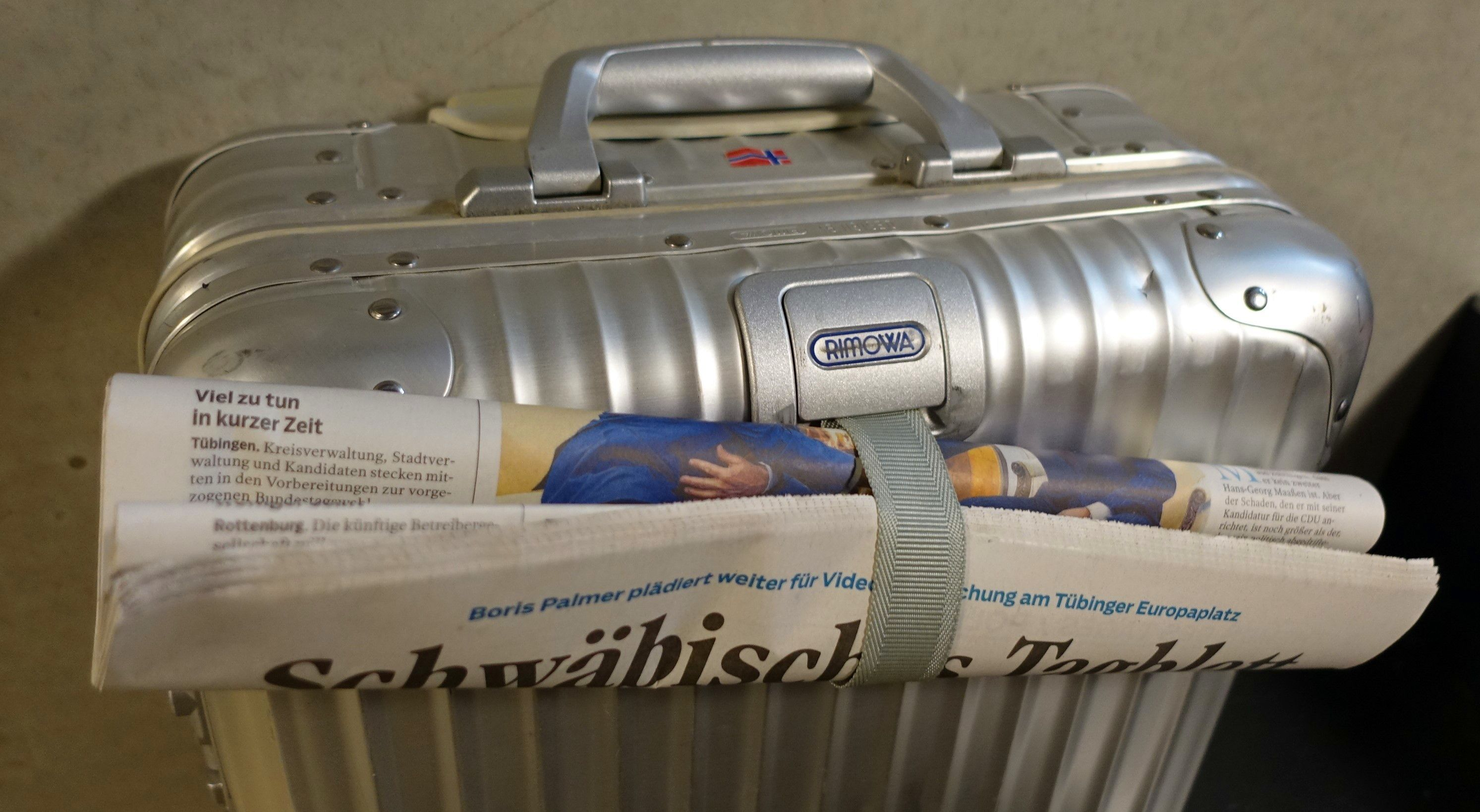
Características especiales

Para marcar el 80 aniversario de los  maletines de aluminio del Rimowa, algunas celebridades estuvieron invitadas para presentar su equipaje de aluminio propio y para invitar a la gente al mundo de sus viajes personales. Algunas de las celebridades que asistieron; el conocido diseñador de moda Karl Lagerfeld, el director galardonado David Fincher, la actriz Fan Bingbing, la artista Anne Imhof, el editor Carine Roitfeld, el cantante Lykke Li, el diseñador Virgile Abloh, el cineasta Michael Moore, la emprendedora Martha Stewart, el chef icónico Massimo Bottura, el curador Hans Ulrich Obrist, diseño AMBUSH, la arquitecta Annabelle Selldorf y el DJ y diseñador Nigo. Otras celebridades del mundo del arte, moda, medios de comunicación, o la música son también clientes históricos de  Rimowa  como Pharrel Williams, Bella Hadid, o Gwyneth Paltrow.